# محمد الخوجلی
محمد الخوجلی (عربی: محمد الخوجلي)؛ زادهٔ ۱۵ ژانویهٔ ۱۹۷۳ یک بازیکن فوتبال اهل عربستان سعودی است.
وی همچنین در تیم ملی فوتبال عربستان سعودی بازی کرده‌است.